# Iglesia de Santa María del Castillo (Buitrago del Lozoya)
La iglesia de Santa María del Castillo es la única parroquia que actualmente se conserva de las cuatro con las que contaba la localidad española de Buitrago del Lozoya en el siglo XVI. Está construida en el interior del recinto amurallado, muy próxima al castillo.

## Historia
La iglesia comenzó a construirse a principios del siglo XIV, probablemente sobre una antigua mezquita. Fue concluida en el año 1321, si bien fue reestructurada en el siglo XV como evidencian las ventanas y las dos portadas de estilo hispano-flamenco, muy difundido al final de la Edad Media por el área septentrional de la Comunidad de Madrid.

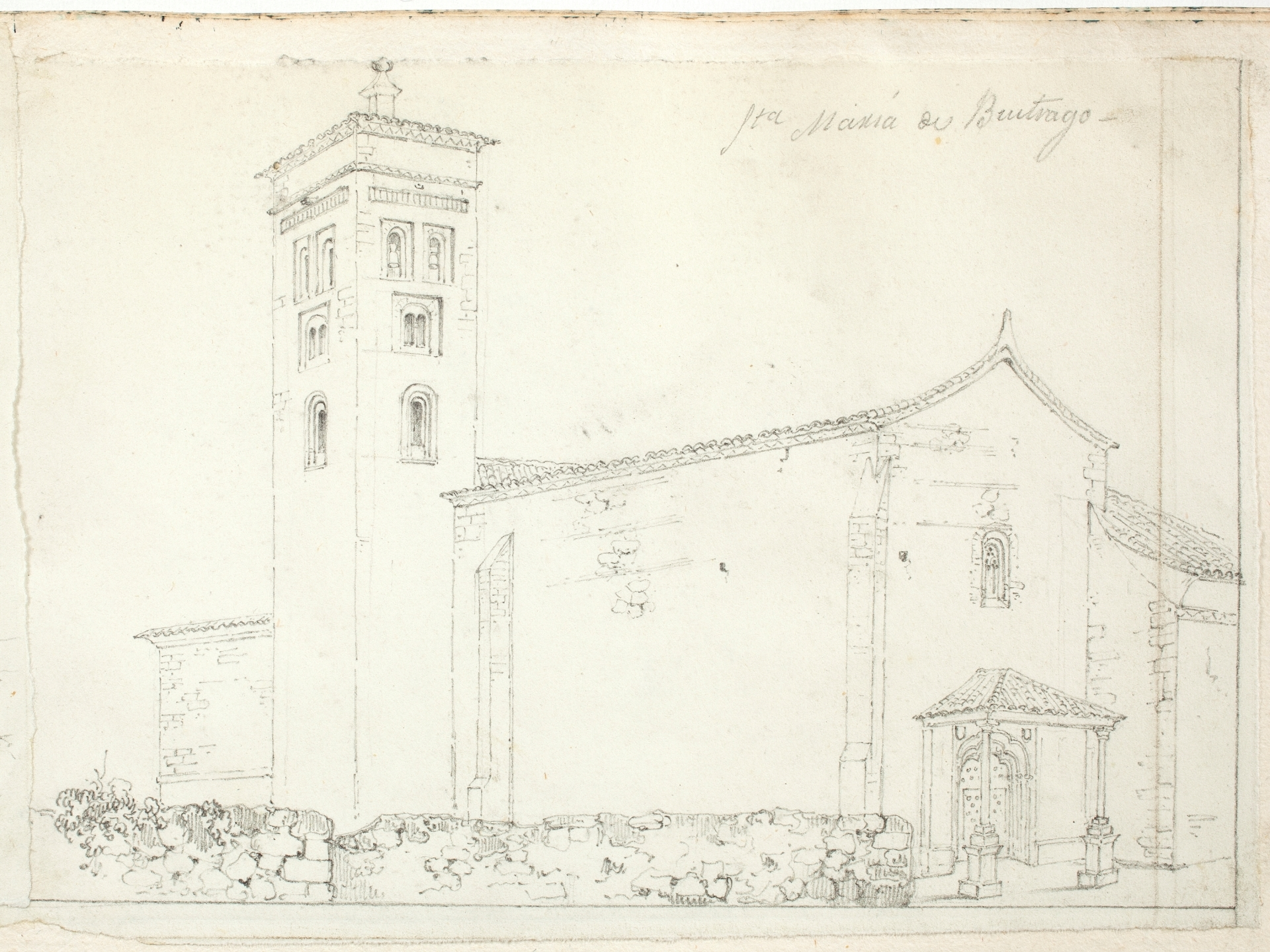
Vista de la iglesia en un dibujo de Cecilio Pizarro de mediados del

El estilo de la nave era originalmente gótico, cubierta con bóveda de crucería de la que hoy aún se pueden apreciar los arranques de los nervios en las fachadas desnudas de su interior. El ábside tiene forma poligonal y es de mejor fábrica que el resto de la nave, puesto que se construyó con sillares de granito bien trabajados, en contraste con el resto de la nave, hecha con sillarejo sin trabajar.
En 1936, comandos republicanos incendiaron todo el conjunto perdiéndose entonces los retablos, cuadros y tallas con que contaba la iglesia. El incendio provocó además el desplome de la techumbre gótica, la cual ha sido transformada en neomudéjar tras la restauración realizada en 1982. Hay que destacar aquí que el artesonado que cubre el altar mayor es original del siglo XV, ya que procede del antiguo Hospital de San Salvador. Todas las obras de restauración fueron llevadas a cabo por los alumnos de la Escuela-Taller San Francisco de Asís, en la que se enseñan diversos oficios a chicos y chicas de edades comprendidas entre trece y dieciséis años.
Recientemente se han realizado excavaciones arqueológicas en su entorno próximo, descubriéndose una necrópolis medieval.

## Descripción

### Planta
El templo presenta la orientación litúrgica habitual. De estilo gótico, su planta actual es rectangular de una sola nave, rematada por un ábside poligonal de tres lados con tres contrafuertes, siendo el del lado noreste de mayores proporciones y el único que alcanza la cornisa.

 Leyenda de la imagen
1. Entrada al templo.
2. Nave.
3. Altar Mayor y ábside.

Aprox. a la planta de la Iglesia.

4. Capilla de La Virgen de las Flores.
5. Sacristía.
6. Torre.
7. Capilla del Santísimo y del Perdón.
8. Imagen de San Roque.
9. Portada principal.

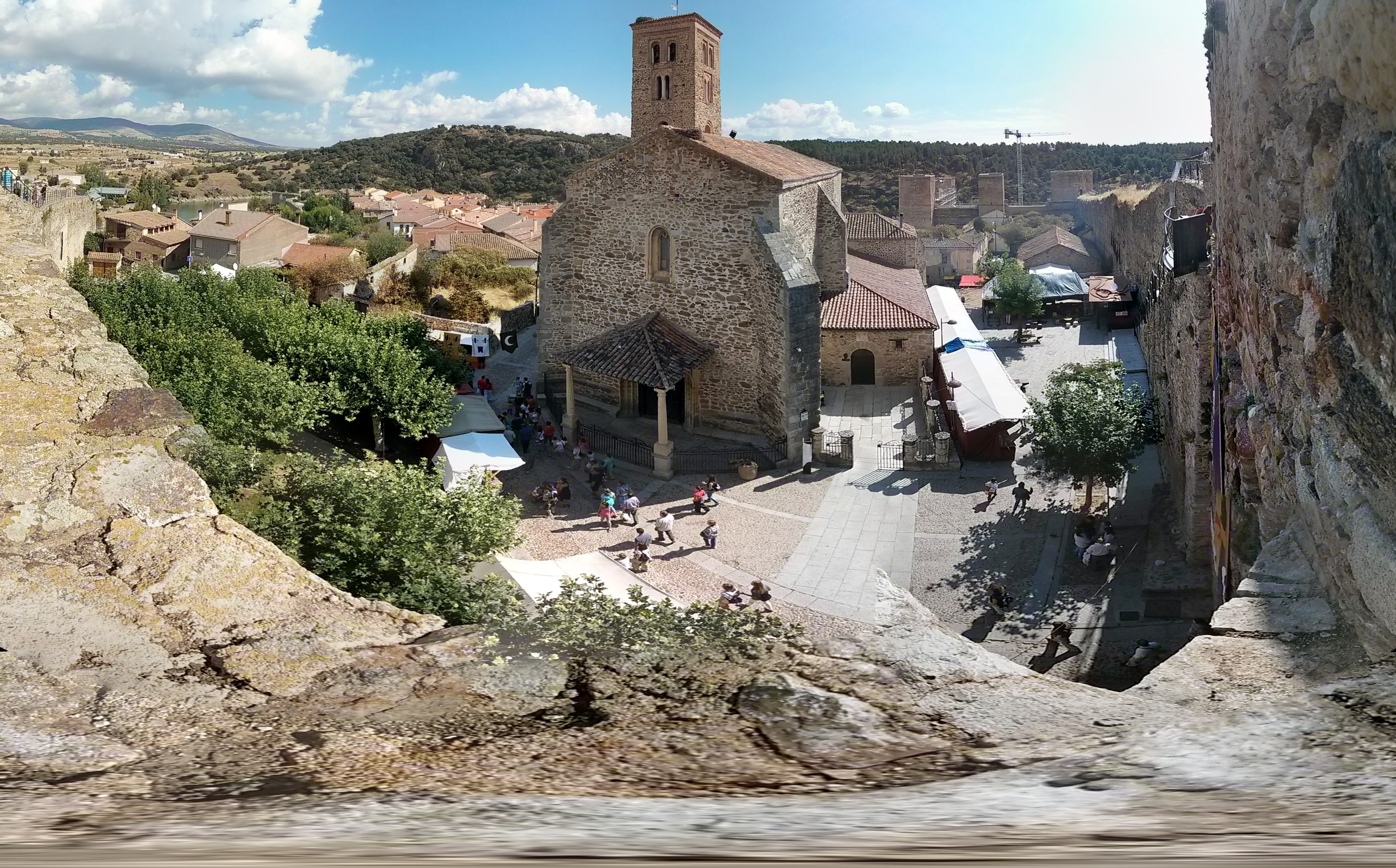
Panorámica de la iglesia vista desde la muralla

La nave (2) consta de tres tramos, de planta y alzados góticos. En el primero se sitúan dos capillas laterales, la derecha con funciones de sacristía (5); en el segundo se ubican la capilla del Santísimo y la torre; en el tercer tramo identificamos una imagen de San Roque (8), el pórtico principal y la entrada al templo.
 La bóveda actualmente está revestida por un artesonado moderno de estilo neomudéjar.
El ábside (3), conservado del templo original, fue realizado con sillería de buena calidad asentada en hiladas regulares. También se mantienen los muros exteriores, la portada y la torre.
Los dos capillas, también restauradas en estilo neomudéjar, son:

- Capilla del Santísimo y del Perdón: (7) cubierta por un alfarje mudéjar y enmarcado el altar por un arco de herradura a modo de arco triunfal, posee unos iconos orientales obra de la artista búlgara Silvia Borisova, pintora afincada en Buitrago del Lozoya.
- Capilla de la Virgen de las Flores: (4) recientemente restaurada y dedicada a esta Virgen por su antigua tradición en Buitrago. También cuenta con iconos realizados por la misma artista.

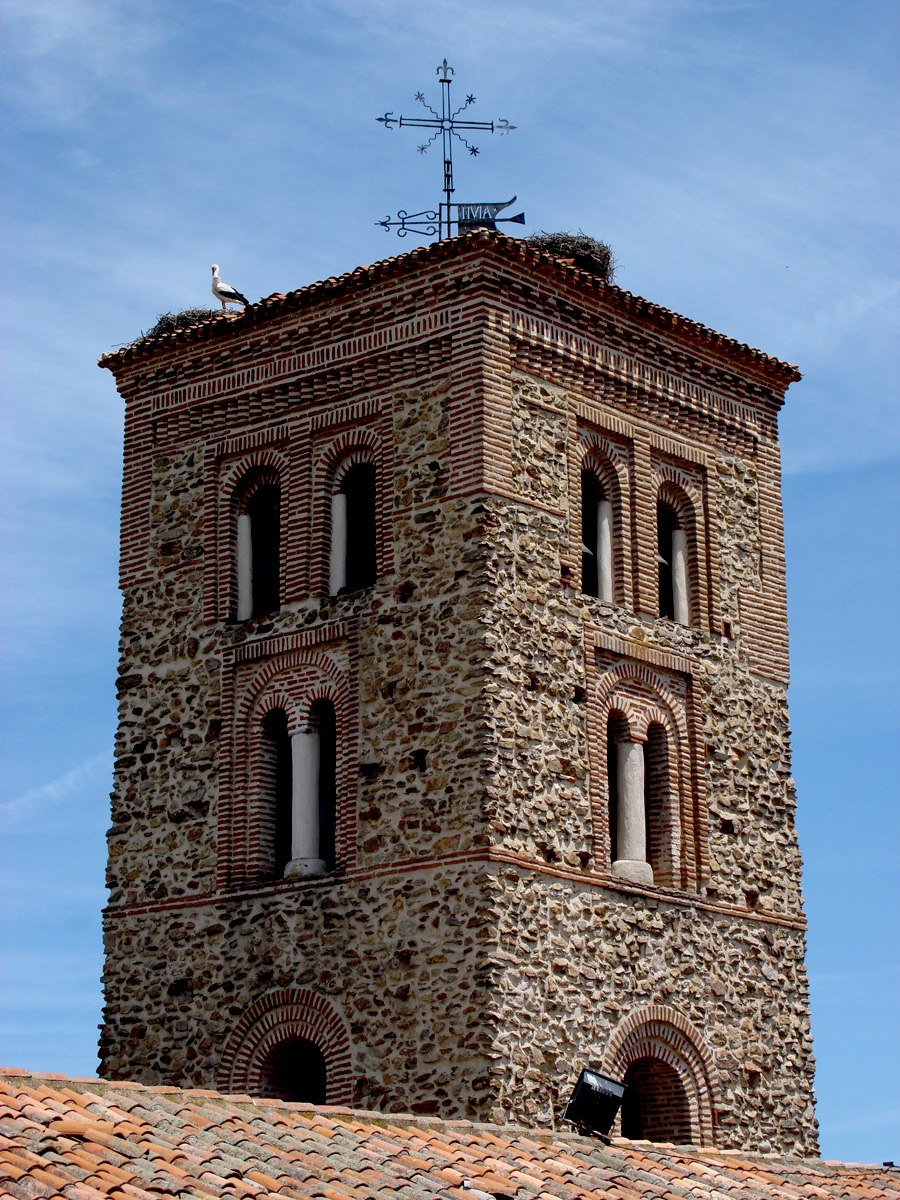
Detalle del campanario

La torre (4), de estilo mudéjar, ubicada en la fachada norte, presenta planta cuadrada y cinco cuerpos. De gran altura y esbeltez, aloja en lo alto el campanario y cinco vanos enmarcados por elementos mudéjares. 
La entrada al templo (1) se efectúa por un pequeño vano situado en el tercer tramo.
En cuanto a los elementos más significativos añadidos a través del tiempo se puede destacar la portada principal (9) a los pies de la nave, del siglo XVI y estilo isabelino, decorada con volutas con motivos vegetales (hojas de acanto) en piedra caliza. Las jambas son de piedra caliza y granito, todo ello enmarcado con alfiz. La portada está protegida por un atrio del siglo XVI con columnas dóricas de fuste estriado en cuyos basamentos se puede leer la leyenda «Iglesia de asilo».